# Mr. Griffin – Kein Bock auf Schule
Mr. Griffin – Kein Bock auf Schule (Originaltitel: A.P. Bio) ist eine US-amerikanische Comedyserie von Mike O’Brien mit Glenn Howerton und Patton Oswalt, die am 1. Februar 2018 beim Sender NBC Premiere hatte. Am 8. Mai 2018 erneuerte NBC die Serie um eine zweite Staffel, die am 7. März 2019 Premiere hatte. Am 24. Mai 2019 beendete NBC die Show nach zwei Staffeln. Im Juli 2019 revidierte NBC diese Entscheidung und kündigte eine dritte Staffel an, die auf dem Streamingdienst von NBCUniversal, Peacock, am 3. September 2020 Premiere feierte.
Am 17. Dezember 2020 wurde die Serie um eine vierte Staffel verlängert. Alle acht Episoden der Staffel wurden am 2. September 2021 auf Peacock veröffentlicht. Im Dezember 2021 wurde die Serie nach vier Staffeln eingestellt.

## Inhalt
Jack Griffin war mal ein gefeierter Philosophie-Professor an der Harvard University. Jetzt ist er zurück in seiner Heimatstadt, dem von ihm als provinziell verachteten Toledo, lebt im alten Haus seiner Mutter und muss Biologie an der örtlichen High School unterrichten. Doch Jack will Rache nehmen an allen, denen er die Schuld an seiner Situation  gibt, und versucht schier alles, um zurück nach Harvard zu kommen. Dabei scheut er auch nicht davor zurück, seine Schüler einzuspannen.

## Besetzung und Synchronisation
Die Synchronisation der Serie wird bei der Lavendelfilm nach Dialogbüchern von Andrea Pichlmaier und unter der Dialogregie von Sebastian Schulz erstellt.
| Rolle                    | Darsteller      | Synchronsprecher |
| ------------------------ | --------------- | ---------------- |
| Jack Griffin             | Glenn Howerton  | Sebastian Schulz |
| Stef Duncan              | Lyric Lewis     | Vera Bunk        |
| Mary Wagner              | Mary Sohn       | Gundi Eberhard   |
| Michelle Jones           | Jean Villepique | Isabelle Schmidt |
| Miles Leonard            | Tom Bennett     | Tobias Nath      |
| Schulleiter Ralph Durbin | Patton Oswalt   | Gerald Schaale   |
| Devin                    | Jacob McCarthy  | Nicolas Rathod   |
| Sarika Sarkar            | Aparna Brielle  | Daniela Molina   |
| Marcus Kasperak          | Nick Peine      | Filipe Pirl      |

## Gastdarsteller
In der Episode „Sich verkaufen“ (Staffel 1, Folge 7) haben der Rapper Flavor Flav (Public Enemy) und der Gitarrist Steve Jones (Sex Pistols) einen Gastauftritt.